# بورصة طهران للأوراق المالية
بورصة طهران أو بورصة طهران للأوراق المالية (بالفارسية: بورس اوراق بهادار تهران) باختصار (TSE) هي أكبر بورصة للأوراق المالية في إيران، والتي افتتحت لأول مرة في عام 1967. ويقع مقر البورصة في طهران. اعتبارا من مايو 2012، تم إدراج 339 شركة بقيمة سوقية مجمعة تبلغ 104.21 مليار دولار أمريكي في بورصة طهران للأوراق المالية.
وكانت بورصة طهران، التي هي عضو مؤسس في اتحاد البورصات الأوروبية الآسيوية، واحدة من أفضل البورصات أداءاً في العالم في السنوات من 2002 إلى 2013.
وأهم ميزة عند سوق رأس المال الإيراني بالمقارنة مع الأسواق الإقليمية الأخرى، هي أن هناك 37 الصناعات المعنية مباشرة فيه. كما أن صناعات مثل السيارات والاتصالات والزراعة والبتروكيماويات والتعدين والحديد الصلب والنحاس والبنوك والتأمين والوساطة المالية وغيرها من الأسهم التجارية في سوق الأوراق المالية، مما يجعلها فريدة من نوعها في الشرق الأوسط.
والميزة الثانية هي أن معظم الشركات المملوكة للدولة يجري خصخصتها في إطار السياسات العامة للمادة 44 في الدستور الإيراني. وفي ظل هذه الظروف، يسمح للناس بشراء أسهم الشركات التي تمت خصخصتها حديثا.